# Czyreń świerkowy
Czyreń świerkowy (Phellinus chrysoloma (Fr.) Donk) – gatunek grzybów z rzędu szczeciniakowców (Hymenochaetaceae).

## Systematyka i nazewnictwo
Pozycja w klasyfikacji według Index Fungorum: Phellinus, Hymenochaetaceae, Hymenochaetales, Agaricomycetidae, Agaricomycetes, Agaricomycotina, Basidiomycota, Fungi.
Takson ten w 1861 r. opisał Elias Fries nadając mu nazwę Polyporus chrysoloma. Obecną, uznaną przez Index Fungorum nazwę nadał mu Marinus Anton Donk w 1971 r.
Ma 17 synonimów. Niektóre z nich:
- Phellinus pini var. abietis (P. Karst.) Pilát
- Poria chrysoloma var. marginata Rick 1937
- Porodaedalea chrysoloma (Fr.) Fiasson & Niemelä 1984[2].

W 1967 r. Stanisław Domański nadał mu polską nazwę czyreń sosnowy odmiana świerkowa, Władysław Wojewoda w 1996 r. zmienił ją na czyreń świerkowy.

## Występowanie i siedlisko
Występuje w Ameryce Północnej (USA i Kanada), Europie i Azji. W piśmiennictwie naukowym na terenie Polski do 2003 r. podano 6 stanowisk. Bardziej aktualne stanowiska podaje internetowy atlas grzybów. Znajduje się na Czerwonej liście roślin i grzybów Polski. Ma status V – gatunek narażony, który zapewne w najbliższej przyszłości przesunie się do kategorii wymierających, jeśli nadal będą działać czynniki zagrożenia. Znajduje się na listach gatunków zagrożonych także w Niemczech.
Grzyb nadrzewny, saprotrof i pasożyt. Występuje w lasach iglastych na martwych i żywych pniach świerków. Poza lasami spotykany rzadko.